# Loo
El Loo (hindi: लू, urdú: لو, panjabi: ਲੂ) és un vent fort, calent i sec que corre a les tardes d'estiu des de l'oest, bufa sobre la regió de la plana Indo-Gangètica occidental de nord de l'Índia i Pakistán. És especialment forta durant els mesos de maig i juny. A causa de la seva elevada temperatura (45 °C-50 °C), pot causar cops de calor fatals.
Atès que l'aire atmosfèric circula en nivells d'humitat extremadament baixos i altes temperatures, el Loo també deshidrata i seca la vegetació de manera que la regió pren un to marró durant els mesos de maig i juny.

## Origen i final del Loo
El Loo s'origina en les grans regions desèrtiques de nord-oest del subcontinent indi: el gran desert indi (desert Thar), el desert de Cholistan i les zones desèrtiques de sud de Balutxistan.
El Loo finalitza a finals de l'estiu, amb l'arribada del monsó indi. En algunes zones de nord de l'Índia i el Pakistan, hi ha violentes tempestes de pols breus anomenades Kali Andhi (o tempestes negres) abans que arribi el monsó. L'arribada dels núvols de monsó és freqüentment acompanyada per pluges torrencials, i la sobtada transformació del paisatge de marró a verd pot semblar "sorprenent" com a resultat de l'increment de la humitat atmosfèrica i la humitat edàfica.

## Efectes ecològics del Loo

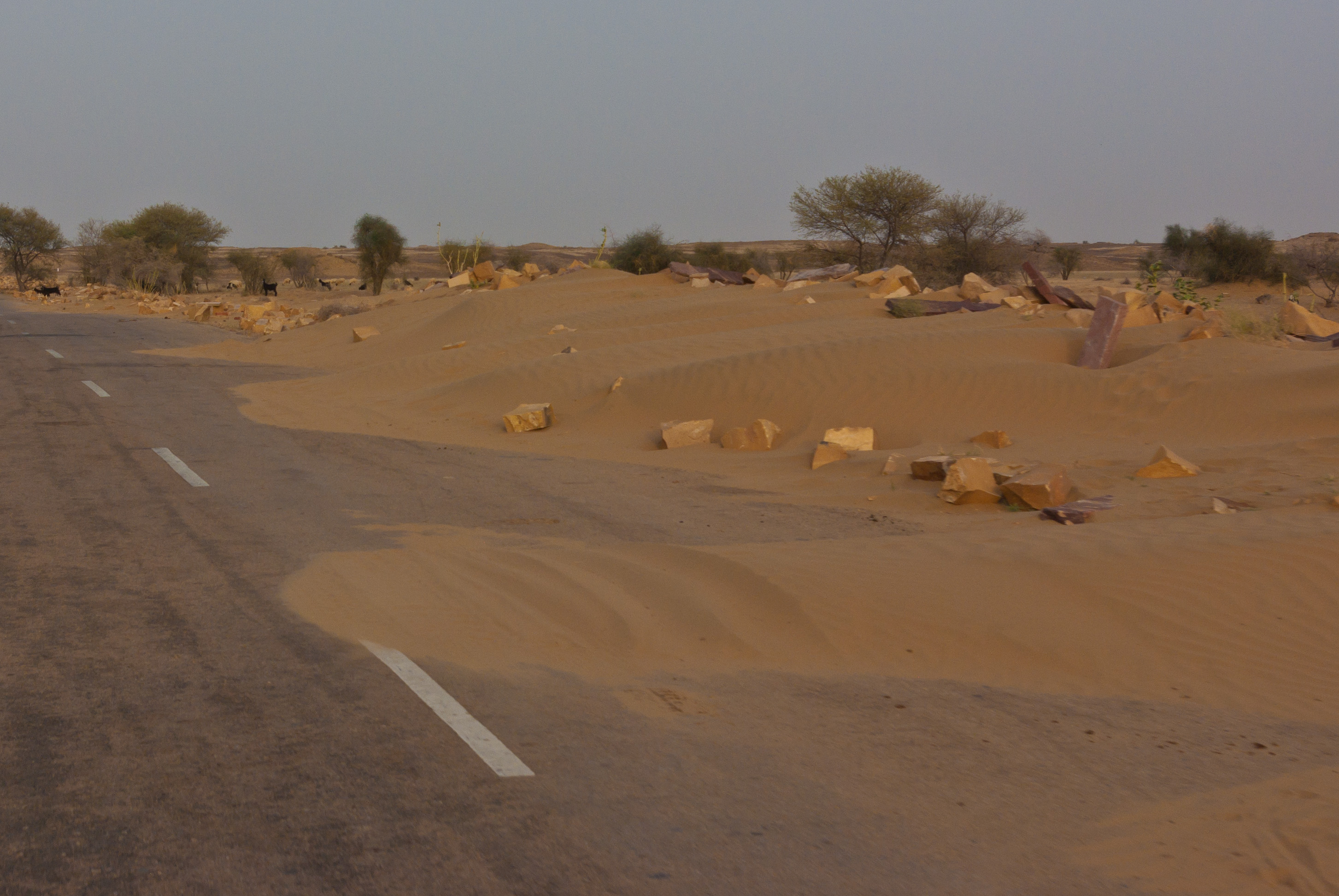
Llengües de sorra sobre la carretera provocades pel vent (Desert del Thar)

Moltes aus i animals sucumbeixen durant els mesos d'estiu davant el Loo, especialment en àrees desforestades on el Loo bufa sense fre i no hi troben refugis. Certes malalties transmeses per insectes, com ara la malària, històricament han registrat un descens en el nombre de casos durant la temporada d'el Loo ja que les poblacions d'insectes també baixen durant aquesta època. Fins i tot amb anterioritat a 1897 quan es descobreix que els mosquits transmeten la malària, els oficials britànics a l'Índia havien observat que a les planes de nord de l'Índia de manera natural i coincidint amb les ventades la regió estava lliure de la malaltia.